# Wynncraft
Wynncraft là một trò chơi nhập vai trực tuyến nhiều người chơi (MMORPG) máy chủ Minecraft được phát hành vào tháng 4 năm 2013.
Theo Salted, một trong những chủ sở hữu, hơn 2,9 triệu người chơi đã chơi trên máy chủ tính đến tháng 3 năm 2021.

## Trò chơi
Trò chơi Wynncraft xoay quanh việc hoàn thành các nhiệm vụ, gia nhập các bang hội và chiến đấu với trùm, trong số những thứ khác. Người chơi được yêu cầu chọn một lớp, và bắt đầu ở tỉnh Fruma, một trong năm tỉnh được biết đến của Wynncraft. Thế giới của máy chủ có kích thước gần đúng là 4.000x5.500 khối, và bao gồm hai lục địa bị chia cắt bởi một đại dương với các hòn đảo. Thiết kế Wynncraft được lấy cảm hứng từ MMORPG RuneScape, và tính đến năm 2021, nó có hơn 262 nhiệm vụ. Ngoài chi phí của Minecraft, máy chủ là miễn phí để chơi, với người chơi có thể mua các vật phẩm mỹ phẩm trong trò chơi.

## Thu nhận
Wynncraft đã được khen ngợi về tính mở rộng và lối chơi của nó. Viết cho Kotaku Australia, Luke Plunkett ca ngợi bản đồ Wynncraft và gọi máy chủ là "một MMO đầy đủ và đúng đắn". Carl Velasco của Tech Times nói rằng máy chủ là "dở hơi" và "một ví dụ tuyệt vời về những gì có thể được tạo ra bằng cách sử dụng công cụ sandbox của Minecraft". Austin Wood, viết cho PC Gamer, "liên tục bị đánh giá cao bởi tất cả những gì bạn có thể làm". Ewan Moore của UNILAD tuyên bố rằng máy chủ là đại diện cho phạm vi mở rộng của Minecraft. Tính đến ngày 4 tháng 7 năm 2017, Wynncraft là MMORPG lớn nhất được xây dựng trong Minecraft, theo Kỷ lục Guinness Thế giới.